# Государство Сомалиленд
Государство Сомалиленд (сомал. Qaranka Soomaaliland, англ. State of Somaliland) — государство, недолго просуществовавшее в 1960 году в северной части современного Сомали.
В апреле 1960 года Законодательная ассамблея протектората Британское Сомали приняла резолюцию, требующую предоставления независимости и объединения с подопечной территорией Сомали в единое государство. В мае 1960 года британское правительство начало подготовку к предоставлению независимости протекторату. 26 июня 1960 года была провозглашена независимость Сомалиленда, премьер-министром которого стал Мухаммед Хаджи Ибрагим Эгаль. На следующий день Законодательная ассамблея Сомалиленда приняла билль, формально позволяющий объединение с Подопечной территорией Сомали.
1 июля 1960 года Государство Сомалиленд объединилось с бывшей подопечной территорией Сомали в единое государство Сомалийскую Республику.

## Международно-правовое признание
Несмотря на короткий срок существования, Государство Сомалиленд получило международно-правовое признание со стороны 35 государств (включая Китайскую Республику, Египет, Эфиопию, Францию, Гану, Израиль, Ливию, СССР, Великобританию и США).